# Thymen Arensman
Thymen Arensman (Deil, Países Baixos, 4 de dezembro de 1999) é um ciclista profissional neerlandês que compete com a equipa Team DSM.

## Trajectória
Estreiou como profissional em 2018 com a equipa SEG Racing Academy, conseguindo nesse mesmo ano finalizar terceiro na Paris-Roubaix sub-23 e segundo no Tour de l'Avenir. Em agosto de 2019 se fez oficial que doze meses depois daria o salto à máxima categoria para correr com o Team Sunweb, se fazendo efectivo a mudança de equipa a 1 de agosto de 2020. Em outubro desse ano participou em sua primeira grande volta ao ser alinhado para competir na Volta a Espanha.

## Palmarés
Ainda não tem conseguido nenhuma vitória como profissional.

## Resultados em Grandes Voltas
| Corrida | Corrida         | 2018 | 2019 | 2020 |
| ------- | --------------- | ---- | ---- | ---- |
|         | Giro d'Italia   | —    | —    | —    |
|         | Tour de France  | —    | —    | —    |
|         | Volta a Espanha | —    | —    | 41.º |

—: não participa
Ab.: abandono

## Equipas
- SEG Racing Academy (2018-07.2020)
- Sunweb/DSM (08.2020-)
  - Team Sunweb (08.2020-12.2020)
  - Team DSM (2021-)